# Calycopis cecrops
Calycopis cecrops là một loài bướm trong họ Lycaenidae. Chúng là loài bản địa của vùng Đông Nam Hoa Kỳ.

## Hình ảnh

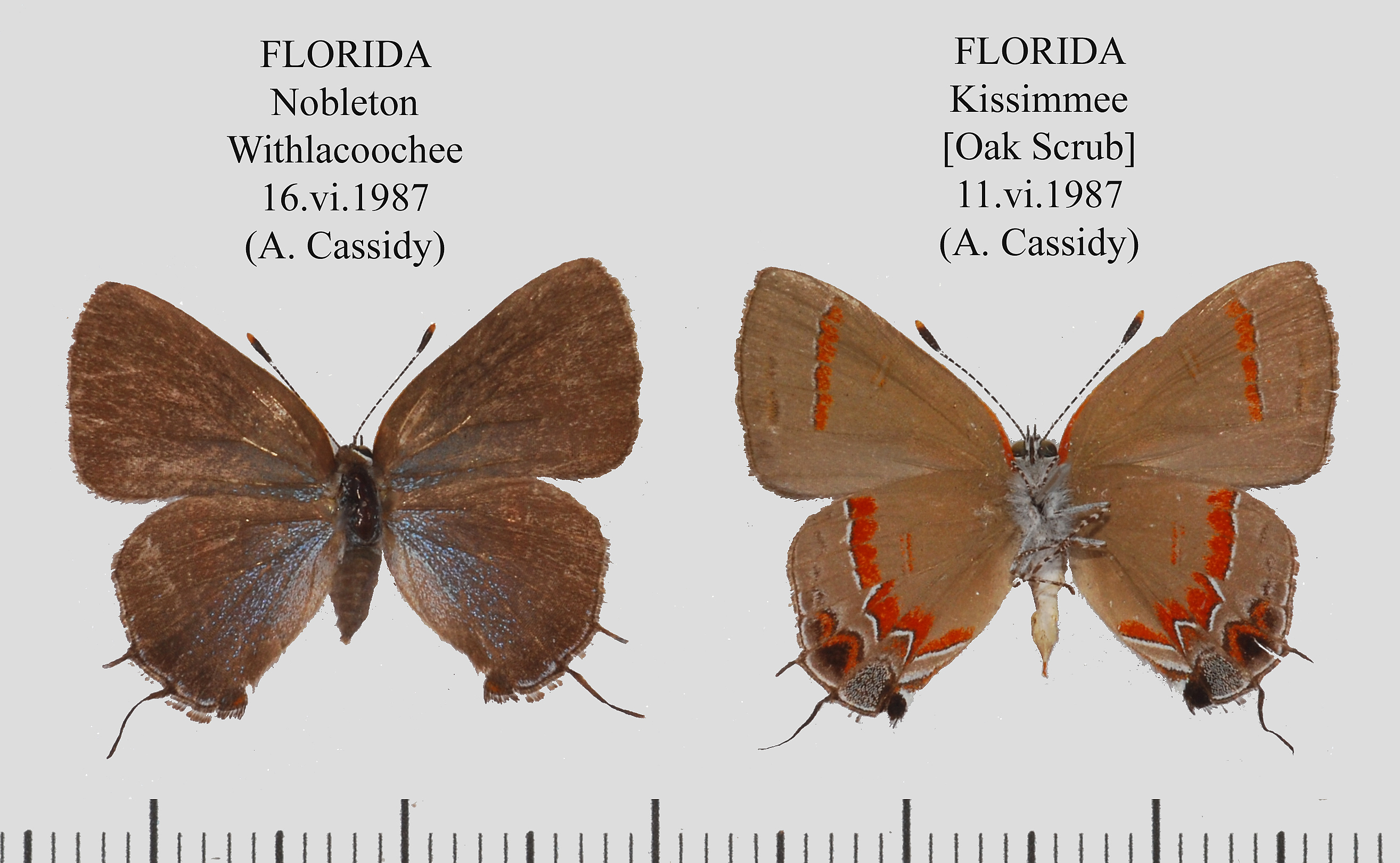
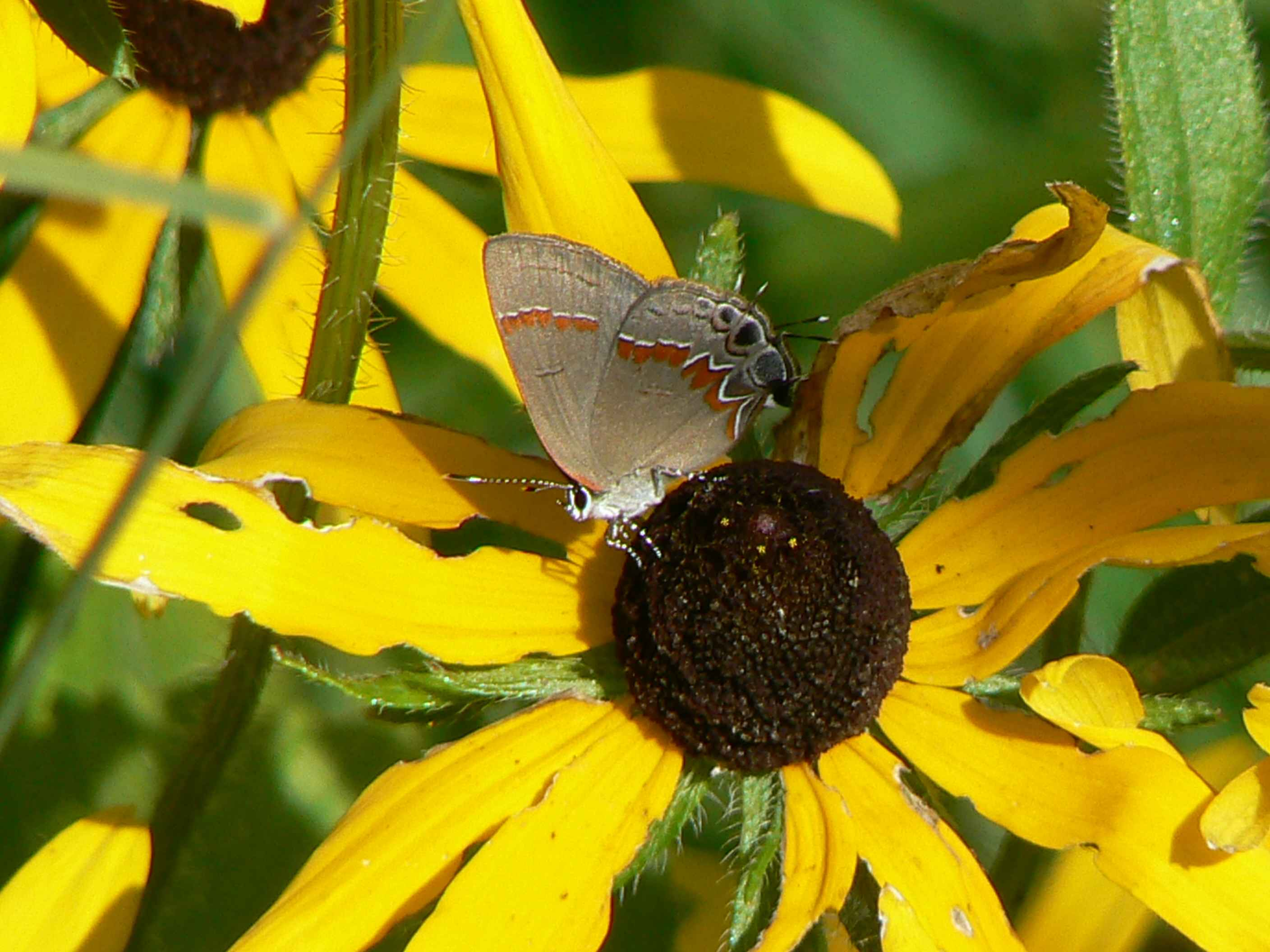
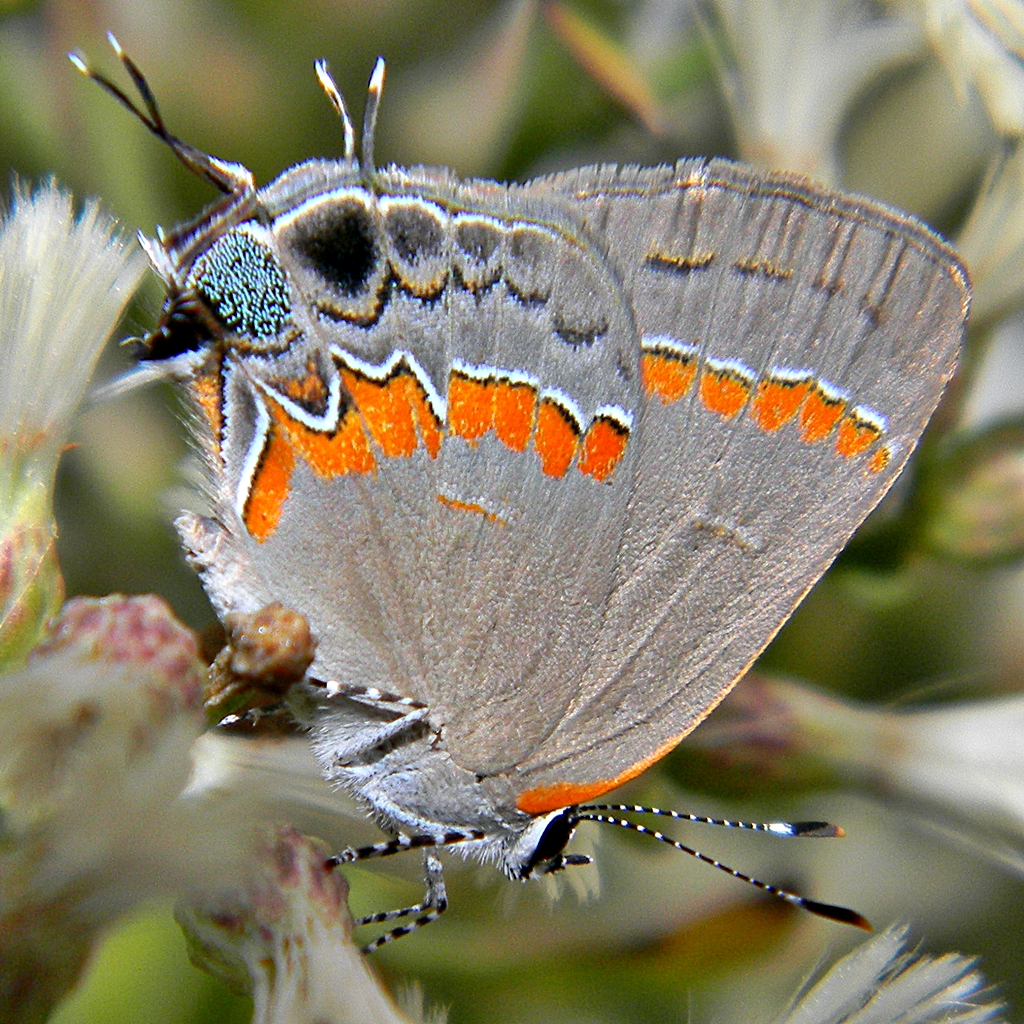
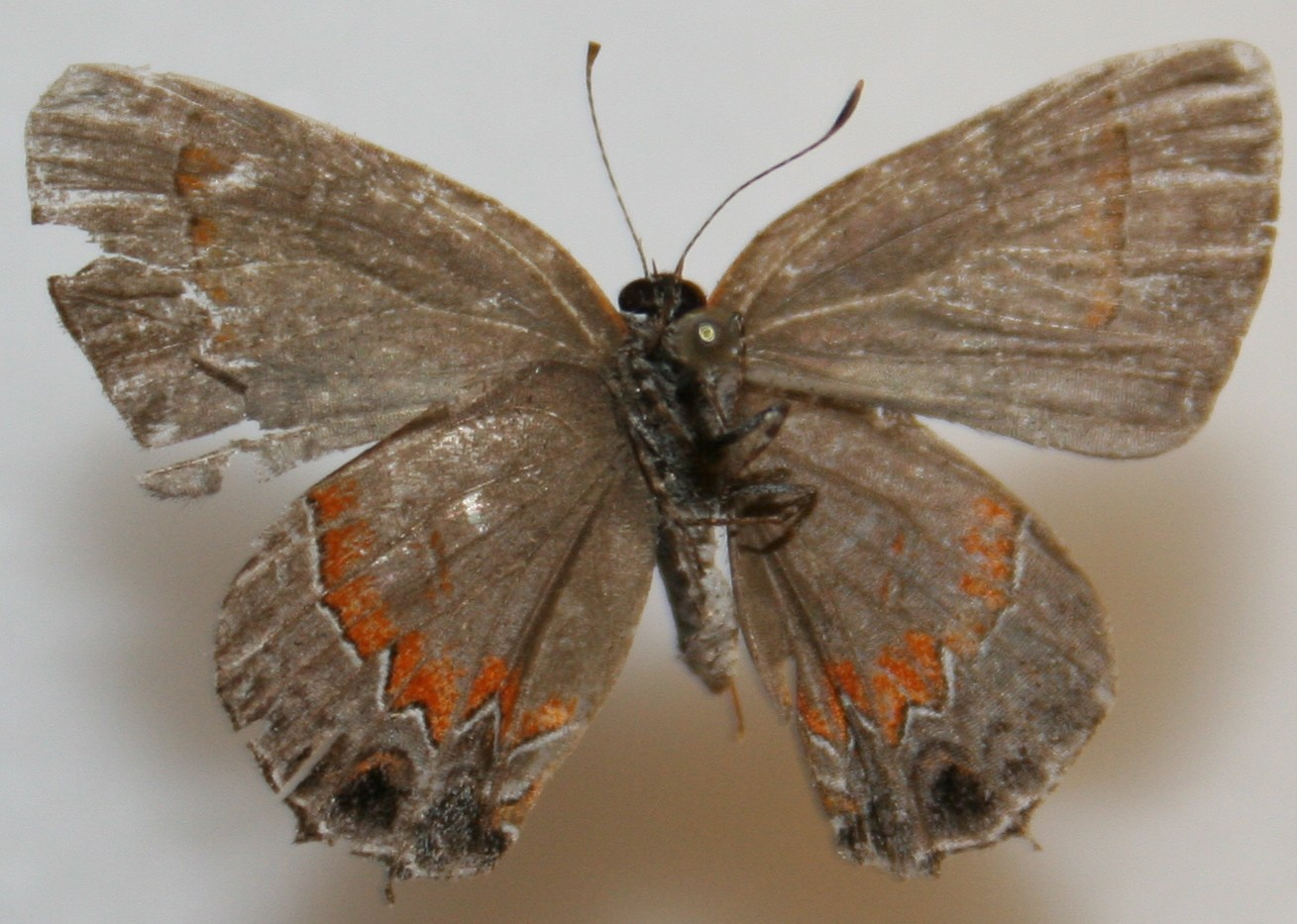